# Grön trädpyton
Grön trädpyton (Morelia viridis) är en ogiftig pytonormart i Nya Guinea, diverse öar i Indonesien och Kap Yorkhalvön i Australien. Som namnet avslöjar bor den mestadels i träden och har en starkt grön färg. Som ungdjur är den dock gul, mörkröd eller brunaktig i färgen. Denna färg går sedan över till dess typiska gröna färg efter ungefär ett år. 
Den lever framförallt i regnskogar, bland skog och buskar. Den gröna trädpytonormen är sympatrisk med Rutpytonen (Morelia spilota) och konkorrerar inom samma ekologiska nisch.

## Utseende

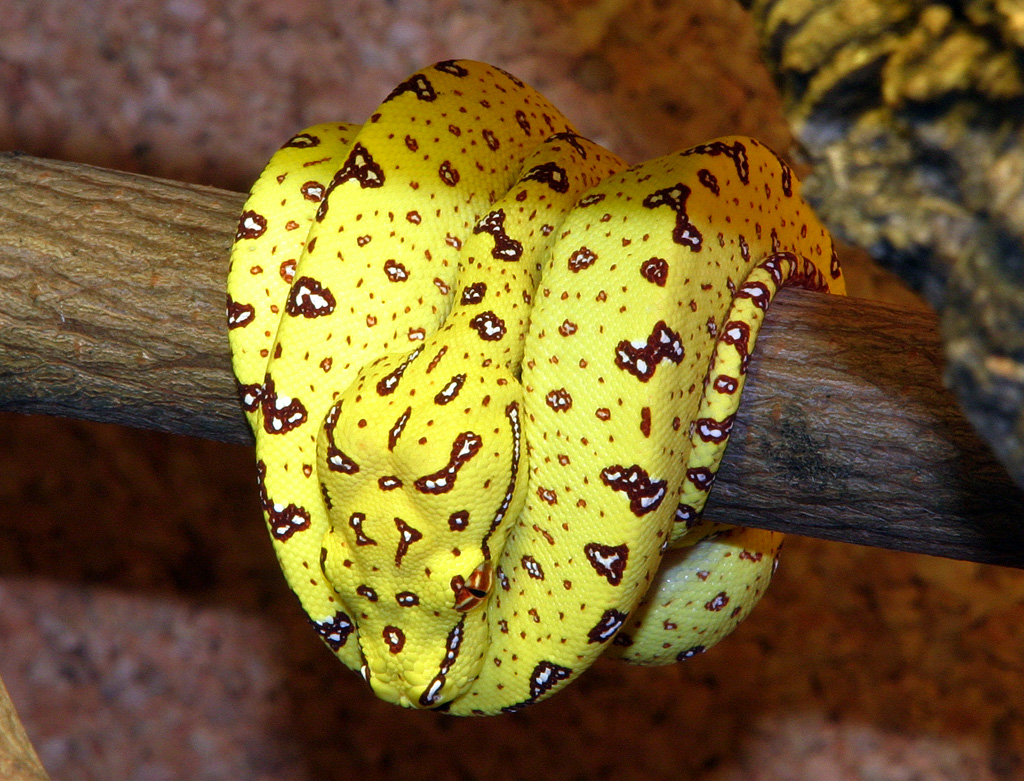
En juvenil grön trädpyton.

När ormen är vuxen är den 120 – 200 cm, den maximala längden ligger på 210 cm. Nykläckta ungar är mellan 15 och 25 cm långa. Den är vacker med sin starkt gröna färg. Färgmönster kan variera ganska mycket beroende på vilket område djuret kommer ifrån. På ena stället är ormen lysande grön med vertikala vita eller gula streck över kroppen. På andra stället är den djupgrön med utspridda fläckar i vitt, gult eller blått. Man har genom selektiv avel lyckats få fram helblåa individer av grön trädpyton, då kallas ormen Morelia viridis blue morph, men detta anses inte vara vanligt. Ungarna har också många olika färger. De kan vara rödaktiga, starkt gula eller orange. Med åldern får de sedan den typiska gröna färgen, men de kan även behålla den gula färgen eller bli blåa istället.

## Beteende
Den gröna trädpytonen tillbringar mestadels dagarna ihoprullad på en gren. Nattetid är den aktiv och med hjälp av sina värmekänsliga läppgropar fångar den byten med stor precision på nätterna. Dess beteende tillsammans med utseendet gör att den kan förväxlas med smaragdboan (Corallus caninus), som finns i Sydamerika, om dessa två inte ses i sin naturliga miljö. Det är inte helt ovanligt att den gröna trädpytonen, till skillnad från smaragdboan, vistas på marken vid förflyttning mellan träden.

## Föda
Ormens diet består till största del av små däggdjur, till exempel gnagare och små fåglar. Den kan även äta någon reptil om den kommer åt. När den jagar, ligger den stilla och väntar på att något djur ska komma i närheten. Då håller den fast i en gren med svansen och kastar ut kroppen i en s-formad position och fångar bytet i munnen. Den drar sedan in kroppen och slingrar den runt bytet och kväver det. Den gröna trädpytonen kan även locka till sig lämpliga bytesdjur genom Bytesmimikry, då den leker med sin svartfärgade svansspets, som då kan likna en mask eller larv. 
I fångenskap kan man ge dem möss. Då ska ungarna ha ett litet byte var femte till sjunde dag, äldre ungar och yngre vuxna kan få en mellanstor mus var sjunde till tionde dag och de vuxna kan få en stor mus var tionde till fjortonde dag.
Man måste vara mycket noga med att inte övermata dessa ormar, eftersom de lätt blir överviktiga och det skulle vara förödande för dessa smala och smidiga ormar.

## Grön trädpyton i terrariet
Dessa ormar är en relativt vanlig art i våra terrarium även om de kan anses vara en ganska komplicerad art. Detta för att de har ganska höga krav på skötseln och terrariet. Tillgodoser man bara dessa krav så är det sedan inget större problem att ha den. Ett andra problem med dem är att om man får hem en individ som fångats i naturen så har den ofta parasiter som är svåra att få bukt med. Dessa viltfångade djur har även haft en tendens att vara väldigt bitska av sig. En individ som är född i fångenskap däremot kan mycket väl lugna ner sig och bli en trevlig orm att hålla på med.
Djurskyddslagen säger att ormen ska få det den kräver i sin naturliga miljö, i den gröna trädpytonormens fall gäller det speciellt grenar i horisontellt läge att kunna ligga på i den traditionella loopställningen samt en inredning som gör att ormen kan smälta in och känna sig trygg. Klimatet ska anpassas efter ormens naturliga klimat, i detta fall regnskogsklimat. Värmekällor ska vara anpassade efter ormen och har man flera ska värmekällan kunna användas av alla individer samtidigt.
Fodret ska passa arten och utfodrar man flera individer ska detta ske så att de inte skadar varandra.

## Terrariet
Ungdjur hålls med fördel i mindre terrarium eller plastboxar där klimatet är lättare att reglera, med mycket växter och grenar som den kan gömma sig i. När ormen blir vuxen så krävs ett lite större terrarium. Ett vanligt misstag är att man tror att de ska ha höga terrarium, eftersom de är trädlevande. Detta är ett misstag eftersom ormen söker sig så högt upp som möjligt och mycket sällan tar sig ner på marken, de rör sig även horisontellt, inte upp och ner för grenarna, därför är det bättre med ett långt terrarium där ormen ges optimala möjligheter att reglera kroppstemperaturen. Det är alltså viktigt att ha en värmegradient i terrariet, en sval ände och en varm ände av terrariet. En bra tumregel är att de ska kunna nå botten från den högsta punkten i terrariet utan problem.
Terrariet ska innehålla många grenar som ger ormen både klättermöjligheter och möjlighet att rulla ihop sig på och ligga still, något som den tillbringar det mesta av dagen med.
Temperaturen bör ligga på runt 26-32 grader och en lokal solplats ska ha en temperatur på runt 35 grader. På natten kan temperaturen sänkas till runt 24 grader. Luftfuktigheten ska helst inte understiga 50%. En dusch varje eller varannan dag är en bra metod för att dessa djur ska må bra. Efter duschen ska luftfuktigheten stiga till 100% så imma bildas på rutorna, reglera sedan ventilationen i terrariet så luftfuktigheten inte understiger 50% tills nästa dusch. Konstant hög luftfuktighet kan leda till infekterade andningsvägar och andra komplikationer. Vid duschning, duscha även djuret då de dricker regnvattnet från sin kropp.
Substratet är inte speciellt viktigt för ormen eftersom den tillbringar det mesta av sin tid bland grenarna, populärt är tidningspapper av hygieniska skäl, alternativt ett mer naturtroget substrat såsom torv, reptilbark eller en blandning av de båda.
Sköter man dem rätt och om ormen är frisk så kan den utan problem bli runt 20 år (i det vilda blir de vanligtvis runt 12 år).

## Reproduktion
Parningen sker vanligtvis efter en viloperiod i lägre temperatur då ormarna har fått vila upp sig och är förberedda på en parning. Honan och hanen parar sig på traditionellt ormvis (de slingar sig runt varandra). Honan lägger sedan sina ägg, 12-25 stycken, i en hög på marken, det är en av de få gångerna de håller till på marken. Hon kan också lägga dem i en trädhåla om detta finns. Följande månader så vaktar hon äggen genom att slingra sig runt dem. Hon skyddar dem på detta sätt från rovdjur och håller dem även varma genom små vibrationer som hon skapar med rörelser från sin kropp för att öka kroppstemperaturen och på sätt ge dem rätt temperatur.

## Hot
Den gröna trädpytonormen anses idag vara livskraftig. Eftersom den ökade populariteten i terrariet gjorde att många individer fångades in. Idag går uppfödningen av dessa ormar bra och det har gjort att allt färre exemplar fångas i det vilda vilket gör att de håller på att återhämta sig. Ett problem som fortfarande finns är att deras naturliga miljö, regnskogen, förstörs av människan. Detta ger dem mindre yta att leva på och på så sätt svårare att finna föda och boplatser.